# Mem und Zin
Mem und Zin ist die Verfilmung des kurdischen Nationalepos Mem û Zîn, das von Ehmedê Xanî geschrieben wurde.

## Handlung
In der Newroznacht, des kurdischen Frühlings- und Neujahrsfestes, erzählt ein alter Mann die Geschichte von Mem und Zîn. Dem Jüngling Mem erscheint eines Tages ein schönes Mädchen im Traum. Das Mädchen Zîn wiederum träumt von einem jungen Mann. Als sie sich in der Wirklichkeit begegnen, wissen sie, dass sie füreinander bestimmt sind. Aber unglückliche Umstände und ein übler Intrigant verhindern, dass sie heiraten dürfen. Erst im Tod kommen sie zusammen in ein gemeinsames Grab. Am Ende wird der Verräter Beko zu ihren Füßen begraben.

## Hintergrund
Das Buch Mem û Zîn ist das Hauptwerk des kurdischen Dichters Ehmedê Xanî (auch Ahmedi Khaney * 1651; † 1707). Dieses Buch wird als kurdisches Nationalepos bezeichnet. Das Buch basiert auf einer Legende, die zuvor von Generation zu Generation mündlich überliefert wurde.
Der Film wurde in Hewler, Cizre, Mardin, Midyat, Nusaybin und Hasankeyf gedreht. Offiziell musste „Mem und Zin“ in türkischer Sprache gedreht werden, da bis Mitte der 1990er Jahre die kurdische Sprache offiziell verboten war. Anschließend wurde er dann auf kurdisch – Sorani – gedreht. Es existiert eine Fassung mit deutschen Untertiteln.
Für die Kurden symbolisiert Mem das kurdische Volk und Zîn das kurdische Land, die voneinander getrennt bleiben und keine Einheit werden können.